# Дитрих III фон Аре-Хохщаден
Дитрих III (Теодорик) фон Аре-Хохщаден (на немски: Dietrich von Ahr und Hochstaden; Theoderich von Ahr und Hochstaden; на латински: Theodoricus comes Hostaden; * ок. 1157; † между 20 октомври 1195 и 22 януари 1197) е граф на Аре и Хохщаден (1166 – 1195). Той е далечен роднина на Хоенщауфените.

## Произход и управление
Той е най-големият син на граф Ото I фон Аре-Хохщаден († 1162) и съпругата му Аделхайд фон Хохщаден († сл. 1147/пр. 1162), дъщеря на граф Герхард II фон Хохщаден († сл. 1145/1149). Внук е на граф Дитрих I фон Аре († 1123). Племенник е на Фридрих II фон Аре († 1168), епископ на Мюнстер (1152 – 1168). Братята му са Ото I († сл. 1208), граф на Викероде, и Лотар фон Хохщаден († 1194), епископ на Лиеж (1192 – 1193).
Дитрих участва в кръстоносния поход на император Хайнрих VI в Палестина и при обсадата на Неапол през 1191 г. и дава пари на императора. Той предлага брат си Лотар за епископ.

## Фамилия
Дитрих III фон Аре-Хохщаден се жени за Луитгард фон Дагсбург и Мец (* ок. 1150 † 1194/1197) от род Етихониди, дъщеря на граф Хуго X фон Дагсбург († 1178) и Лутгарда фон Зулцбах († сл. 1163), която е сестра на Гертруда фон Зулцбах, съпругата на крал Конрад III, и на Берта фон Зулцбах, съпругата на император Мануил I Комнин от Византия. Съпругата му е полусестра на Годфрид VIII фон Брабант, херцог на Долна Лотарингия († 1190). Tе имат децата:
- Лотар I фон Аре-Хохщаден († 1222), граф на Аре-Хохщаден (1195 – 1222), женен за Матилда (Мехтилд) фон Вианден († 1241/1253)
- Берта фон Ханефе, омъжена за Еусташ де Дамартин-Ньофшато († пр. 1229)
- Конрад фон Ар († сл. 1218), абат на Прюм